# Björn Berglund

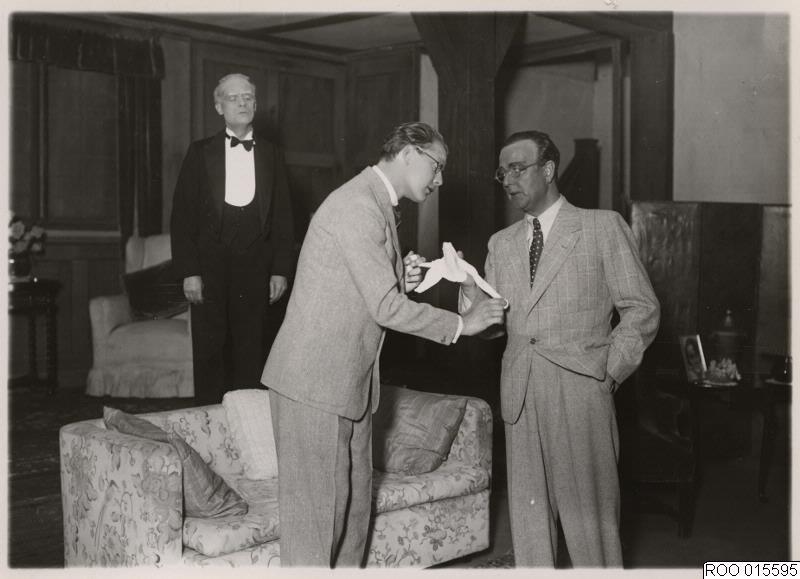
De izq. a derecha: Bertil Ehrenmark, Björn Berglund y Ernst Eklund

Björn Berglund (16 de octubre de 1904 - 3 de agosto de 1968) fue un actor y cantante de nacionalidad sueca. 

## Biografía
Nacido en Jörn, Vestrobotnia , era hijo de Nisse Berglund.
Berglund estudió en la escuela del Teatro Dramaten entre 1925 y 1928. Concluidos sus estudios, trabajó contratado en cortos períodos para diferentes teatros, y entre 1946 y 1951 fue actor de revista para Karl Gerhard. En el año 1956 empezó a trabajar en el Stadsteater de Gotemburgo. 
Debutó en el cine en 1929 con la película de Edvin Adolphson Säg det i toner, participando a lo largo de su carrera en más de 70 producciones cinematográficas y televisivas. En los años 1930 a menudo interpretaba papeles de jóvenes honestos y ordenados, siendo un ejemplo de ellos sus actuaciones en Hans livs match (1932) y Djurgårdsnätter (1933). Sin embargo, tuvo papeles más antipáticos, como el de Pelle Karlsson en el film Familjen Andersson (1937). Más adelante en su carrera, interpretó a personajes como policías, médicos y maestros.
Björn Berglund falleció en 1968 en la Parroquia de Örgryte, Gotemburgo. Fue enterrado en el Nuevo Cementerio de Örgryte. En 1931 se había casado con la actriz Lisskulla Jobs (1906–1996).

## Teatro

### Actor
- 1926 : Jokern, de H. Marsh Harwood, escenografía de Olof Molander, Dramaten
- 1926 : Santa Juana, de George Bernard Shaw, escenografía de Gustaf Linden, Dramaten
- 1928 : Hoppla, vi lever!, de Ernst Toller, escenografía de Per Lindberg, Dramaten
- 1928 : Diktatorn, de Jules Romains, escenografía de Per Lindberg, Dramaten
- 1931 : Peter Pan, de J.M. Barrie, escenografía de Palle Brunius, Teatro Oscar[2]
- 1932 : Fanny, de Marcel Pagnol, escenografía de Pauline Brunius, Teatro Oscar[3]
- 1932 : Hjältar, de George Bernard Shaw, escenografía de John W. Brunius, Teatro Oscar[4]
- 1932 : Harrys bar, de Berndt Carlberg y Gösta Chatham, escenografía de Nils Johannisson, Blancheteatern[5]
- 1932 : Urspårad, de Karl Schlüter, escenografía de Svend Gade, Blancheteatern[6]
- 1934 : Tovaritch, de Jacques Deval, escenografía de Ernst Eklund, Komediteatern[7]
- 1935 : Vi måste gifta bort mamma, de Neil Grant, escenografía de Alice Eklund, Komediteatern[8]
- 1935 : Tonvikt på ungdomen, de Samson Raphaelson, Ernst Eklund, Komediteatern[9][10]
- 1935 : Natt över havet, de Harry Blomberg, escenografía de Ernst Eklund, Komediteatern[11]
- 1935 : Nöddebo prästgård, de Elith Reumert, escenografía de Gösta Terserus, Komediteatern[12]
- 1937 : Timmen H, de Pierre Chaine, escenografía de Ernst Eklund, Komediteatern[13]
- 1940 : La fierecilla domada, de William Shakespeare, escenografía de Sandro Malmquist, Teatro Oscar[14]/ y gira
- 1941 : Egelykke, de Kaj Munk, escenografía de Ernst Eklund, Teatro Oscar[15]
- 1942 : Sagan, de Hjalmar Bergman, escenografía de Per Lindberg, Konserthusteatern[16]
- 1947 : Kar de Mummas sällskapsresa, de Kar de Mumma, escenografía de Hjördis Petterson, Blancheteatern[17]
- 1948 : Fettpärlan, de Gösta Sjöberg, escenografía de Harry Roeck-Hansen, Blancheteatern[18]
- 1951 : Swedenhielms, de Hjalmar Bergman, escenografía de Harry Roeck-Hansen, Blancheteatern[19]
- 1952 : Come back, de Clifford Odets, escenografía de Harry Roeck-Hansen, Blancheteatern[20]

### Director
- 1940 : Marknadsafton, de Vilhelm Moberg, Dramatikerstudion
- 1949 : De fem fåglarna, de Staffan Tjerneld, Blancheteatern

## Teatro radiofónico
- 1940 : När nämndemansmoras Ida skulle bortgiftas, de Nanna Wallensteen, dirección de Carl Barcklind[21]
- 1942 : Sagan, de Hjalmar Bergman, dirección de Per Lindberg[22]
- 1953 : Midsommar, de August Strindberg, dirección de Palle Brunius[23]
- 1954 : Auktion, de Josef Briné y Nils Ferlin, dirección de Lars Madsén[24]

## Selección de su filmografía
- 1929 : Säg det i toner
- 1931 : En natt
- 1932 : Hans livs match
- 1932 : Jag gifta mig – aldrig
- 1932 : Två hjärtan och en skuta
- 1932 : Söderkåkar
- 1933 : Djurgårdsnätter
- 1933 : Fridolf i lejonkulan
- 1933 : Lördagskvällar
- 1934 : Anderssonskans Kalle
- 1934 : Karl Fredrik regerar
- 1935 : Swedenhielms
- 1936 : Skeppsbrutne Max
- 1936 : Johan Ulfstjerna
- 1937 : Familjen Andersson
- 1937 : Konflikt
- 1938 : Baldevins bröllop
- 1938 : Med folket för fosterlandet
- 1938 : Storm över skären
- 1938 : Två år i varje klass
- 1939 : Filmen om Emelie Högqvist
- 1939 : Frun tillhanda
- 1940 : Blyge Anton
- 1941 : Hemtrevnad i kasern
- 1941 : En kvinna ombord
- 1942 : Himlaspelet
- 1942 : Kan doktorn komma?
- 1942 : Morgondagens melodi
- 1942 : Sol över Klara
- 1943 : Aktören
- 1943 : På liv och död
- 1944 : Kungajakt
- 1944 : Mitt folk är icke ditt
- 1944 : En dotter född
- 1945 : I som här inträden
- 1945 : Moderskapets kval och lycka
- 1945 : Tre söner gick till flyget
- 1946 : Ödemarksprästen
- 1946 : Kvinnor i väntrum
- 1947 : Mästerdetektiven Blomkvist
- 1948 : Var sin väg
- 1949 : Farlig vår
- 1949 : Huset nr 17
- 1949 : Gatan
- 1949 : Smeder på luffen
- 1949 : Hur tokigt som helst
- 1950 : Regementets ros
- 1950 : Två trappor över gården
- 1950 : Flicka och hyacinter
- 1950 : Kastrullresan
- 1951 : Guld i gröna skogar
- 1952 : Möte med livet
- 1952 : Trots
- 1952 : När syrenerna blomma
- 1953 : Mästerdetektiven och Rasmus
- 1953 : Kvinnohuset
- 1953 : Dumbom
- 1953 : Ursula – flickan i finnskogarna
- 1954 : Karin Månsdotter
- 1954 : Skattefria Andersson
- 1955 : Luffaren och Rasmus
- 1955 : Resa i natten
- 1956 : Rasmus, Pontus och Toker
- 1956 : Sceningång
- 1956 : Moln över Hellesta
- 1956 : Nattbarn
- 1957 : Prästen i Uddarbo
- 1957 : Vägen genom Skå
- 1958 : Ett dockhem
- 1961 : Pojken i trädet
- 1962 : Generalskan (TV)
- 1965 : Farlig kurs (TV)
- 1966 : Blå gatan (TV)
- 1966 : Träfracken
- 1966 : Ön
- 1967 : Ryck mej i svansen, älskling!
- 1968 : Den gyllene porten